# 布西尼舒鄉
43°57′N 24°15′E / 43.950°N 24.250°E
布西尼舒鄉（羅馬尼亞語：Bucinișu）是羅馬尼亞的鄉份，位於該國南部，由奧爾特縣負責管轄，面積26平方公里，海拔高度111米，2007年人口2,172，人口密度每平方公里83人。